# Petr Holý
Petr Holý (4. 6. 1972, Příbram) je český japanolog, publicista a znalec japonského divadla působící dlouhodobě (od roku1998) v Japonsku při univerzitě Waseda. V letech 2006-13 byl ředitelem Českého centra v Tokiu, kde pořádal širokou škálu kulturních událostí (filmové projekce a natáčení, divadelní a hudební představení, výstavy atp). V této činnosti pokračuje v rámci Českého kulturního salónu Čekogura, kromě toho v Tokiu přednáší, publikuje a učí česky.

## Profesní život
Narozen v Příbrami, dětství a studia strávil v Dobříši, poté studoval na FFUK v Praze, kde v roce 1997 absolvoval obor japanologie diplomovou prací Vývoj a základní paradigmata divadla kabuki do 1. poloviny 19. století pod vedením PhDr. Dany Kalvodové CSc. Od roku 1998 působí v Tokiu. V letech 1998-2000 se věnoval studiu kabuki na Univerzitě Tokyo Gakugei v Tokiu, 2000-2006 pak jako řádný posluchač doktorandského studia pod vedením prof. Hideo Furuido na Katedře divadla a filmu Univerzity Waseda v Tokiu výzkumu kabuki 1. pol 19. století se zaměřením na hru Strašidelný příběh z Jocuji na Tókaidó od dramatika Curuji Nanbokua IV. Doktorskou práci však nedokončil.
V letech 2004-2006 působil jako odborný asistent na 1. Fakultě literatury Univerzity Waseda, Oboru divadla a filmu. Současně se podílel na vzniku myšlenky, pořádání a jako přednášející se rovněž aktivně účastnil řady mezinárodních sympozií o japonském a čínském divadle (ve spolupráci s Divadelním muzeem Univ. Waseda, FFUK Praha a DAMU). Od roku 2006 je mimořádným lektorem a badatelem při Divadelním muzeu Tsubouči Šójóa při Univerzitě Waseda v Tokiu. V roce 2006 vstoupil do diplomatických služeb a založil České centrum Tokio, jehož prvním ředitelem byl do roku 2013.
Semestrálně přednášel na Univerzitě Palackého, Univerzitě Tokyo Gakugei, Tokijské univerzitě, Univerzitě Saitama. Dále působil na Univerzitě Tokyo Jogakkan a Joshibi University of Art and Design (Úvod do japonského divadla, Úvod do české animace, Transkulturní komparace aj.).
Dále vedle své univerzitní a překladatelské činnosti se svou ženou vede český kulturní salon CHEKOGURA, či propaguje japonská kimona v Česku.
Pořádal v Tokiu kurzy českého jazyka, přednášel v Asahi Culture Centre. Stál u vzniku seriálu Šumné stopy (odborným poradcem dílů věnovaných českým architektům v Japonsku), jako scenárista a režisér se podílel na dokumentech Na cestě po Tokiu, Na cestě po Kjúšú, a dalších. Spolupracuje s televizí NHK, Českou televizí, Českým rozhlasem, v Japonsku šíří českou kulturu, literaturu, umění, design a film.
Jako perličku lze uvést, že se podílel na úpravě hrobky arch. Jana Letzela.

## Publikační činnost
Kromě překladů z japonštiny 
- Zeami: Nebeské roucho, v: Kalhoty pro dva, 1997;
- Kótaró Tanaka: Krabí zjevení/Podivné příběhy ze starého Japonska, 1999;
- Kafú Nagai: Snová žena, 1999 – s Denisou Vostrou;

- divadelní hru Hiroto Išidy pro dětské kabuki O paní Hotoke a meči Kamenosečném, DISK, 2002;
- novelu Edogawa Ranpo: Lidské křeslo, Analogon, 2007;
- od autora Džun’ičiró Tanizaki Fumičina nožka, Analogon, 2008
- Kjóka Izumi: Zvěsti z temné věže (Tenšu monogatari) (Obsahuje originální sítotisk od Josefa Bolfa) Nakl. Balbineum

dále přeložil  do japonštiny 
- Švankmajerovu kunstkamera, 2001, japonské titulky k filmům Jana Švankmajera, Věry Chytilové - Sedmikrásky a další).[16]

a publikoval ve vědeckých časopisech 
- Strašidelný příběh z Jocuji na Tókaidó v ČR – O-Juva-Inari-Daimjodžin v Pavilonu hrůzy Joe Hlouchy, v: The Institute for Theatre Research: Bulletin III, The 21st Century COE Program, Waseda University, 2004;
- Česká avantgarda a kabuki - Asagao, v: Kokubungaku, leden 2007 a další
- resp. v časopisu DISK.